# Etonitazepina
La etonitazepina (N-pirrolidino etonitazeno) es un derivado del benzimidazol con potentes efectos opioides que se ha vendido por internet como droga de diseño y se ha vinculado a numerosos casos de sobredosis.